# Кладє (Лашко)
Кладє (словен. Kladje) — поселення в общині Лашко, Савинський регіон, Словенія. Висота над рівнем моря: 398 м.